# Patagonia

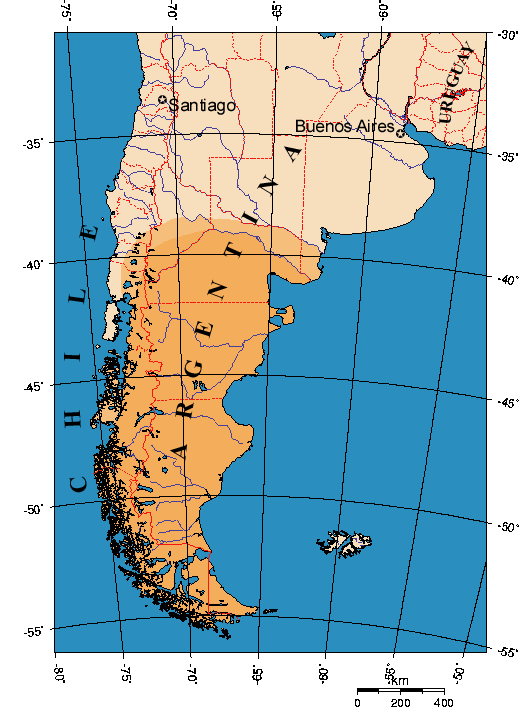
Patagonia

Patagonia là một khu vực địa lý bao gồm phần cực nam của Nam Mỹ. Khu vực này nằm ở Argentina và Chile, bao gồm phần phía nam của dãy núi Andes chạy dọc phía tây nam tới Thái Bình Dương và chạy dọc phía đông nam qua sông Corolado tới Carmen de Patagones ra Đại Tây Dương. Về phía tây, nó bao gồm lãnh thổ Valdivia thông qua quần đảo Tierra del Fuego.
Tên Patagonia bắt nguồn từ tên patagón, cái tên được Ferdinand Magellan mô tả những người bản xứ mà đoàn viễn chinh của ông tưởng nhầm là những người khổng lồ. Ngày nay người ta tin rằng Patagon thực ra là tộc người Tehuelches với chiều cao trung bình 180 cm (~5′11″) so với chiều cao 155 cm (~5′1″) của người Tây Ban Nha thời đó.
Phần Argentina thuộc Patagonia bao gồm các tỉnh Neuquén, Río Negro, Chubut và Santa Cruz, phần phía đông quần đảo Tierra del Fuego.
Phần Chile thuộc Patagonia bao gồm phần phía nam của Valdivia, Los Lagos ở hồ Llanquihue, Chiloé, Puerto Montt, khu vực khảo cổ của Monte Verde, các vịnh nhỏ và quần đảo phía nam của Aisén và Magallanes, bao gồm phần phía tây của Tierra del Fuego và Cape Horn.

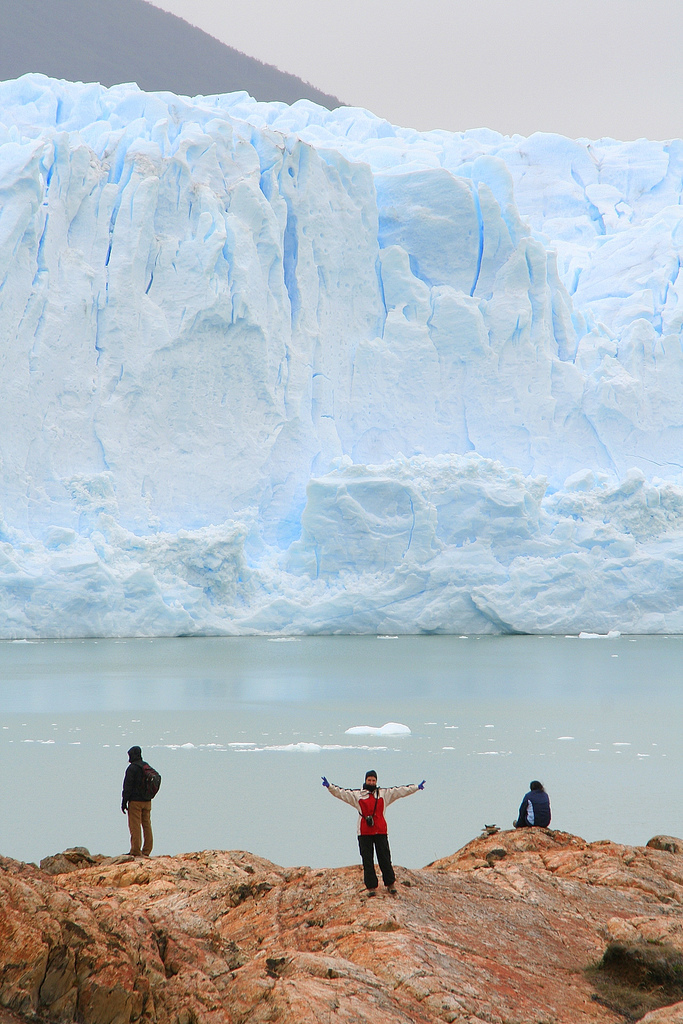
Perito Moreno
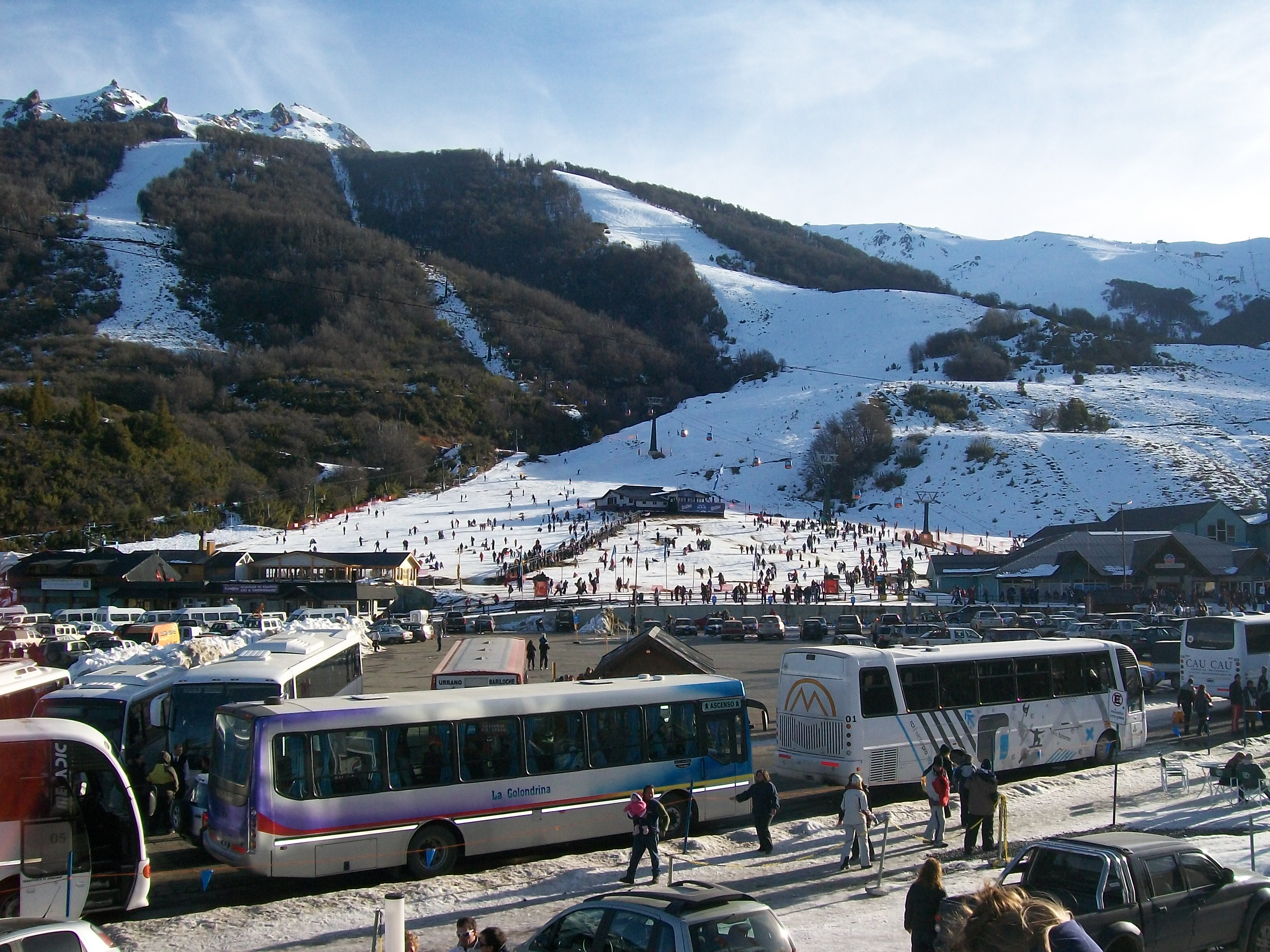
Bariloche
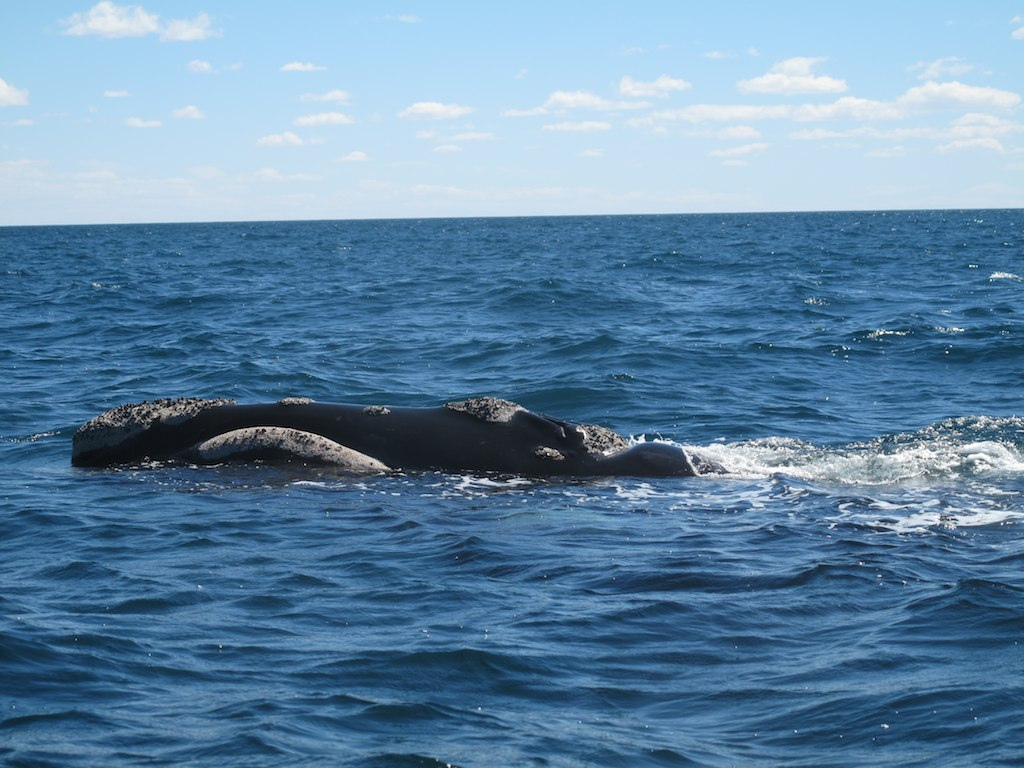
Valdes
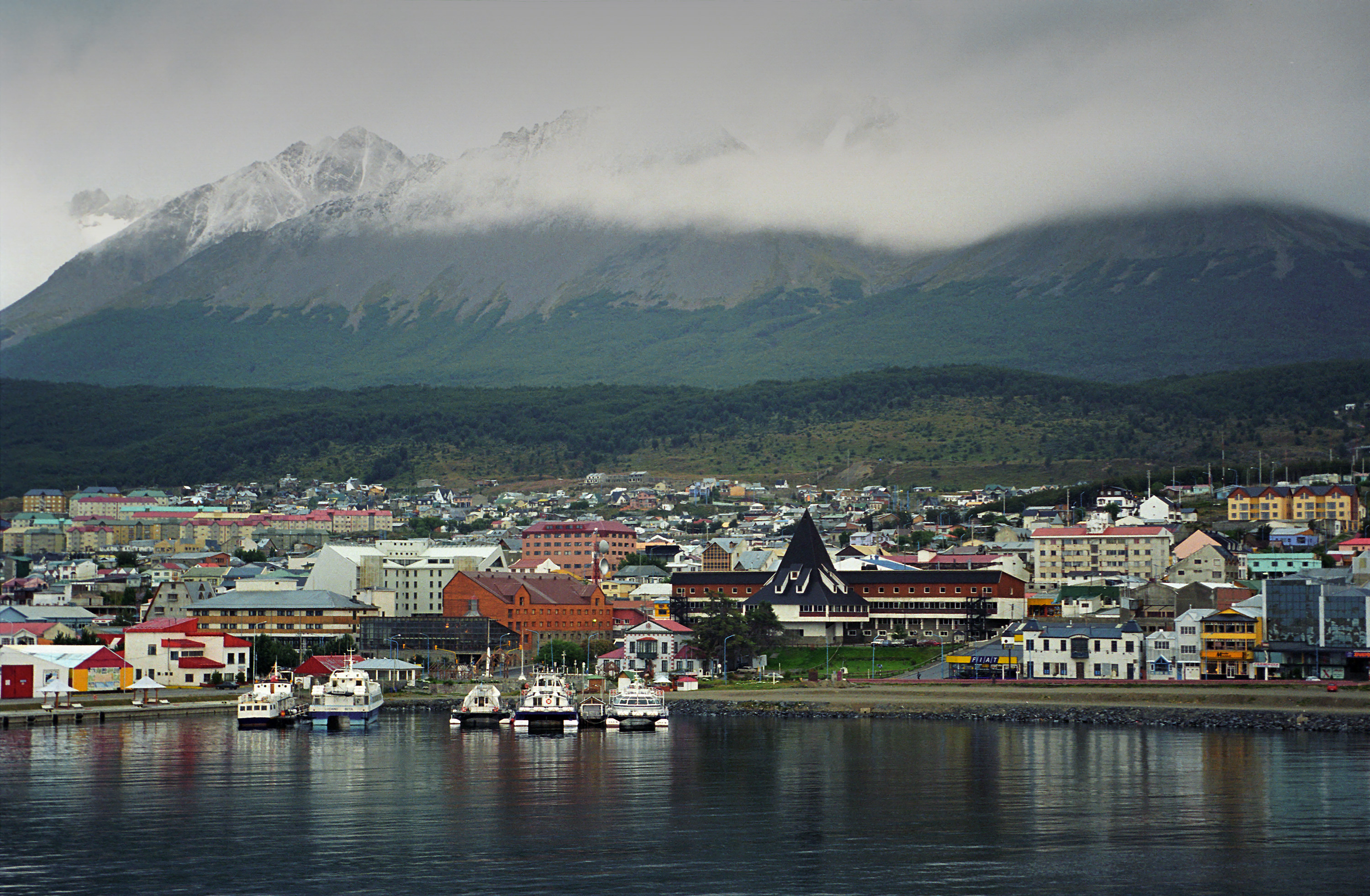
Ushuaia

## Đặc điểm môi trường tự nhiên
-Lượng mưa hàng năm tại đây rất thấp.

-Bán hoang mạc ôn đới phát triển.

## Liên kết
- Patagon Journal, magazine about Patagonia
- Virtual Classroom:Patagonia
- Mountaineer history of Patagonia Lưu trữ ngày 6 tháng 12 năm 2008 tại Wayback Machine
- Aborigines of Patagonia
- Santa Cruz Sub Secretary Of Tourism Lưu trữ ngày 11 tháng 5 năm 2008 tại Wayback Machine
- Patagonia SinRepresas Lưu trữ ngày 11 tháng 4 năm 2019 tại Wayback Machine (tiếng Tây Ban Nha)
- The Singular Patagonia hotel